# Bronisław Wojciech Linke

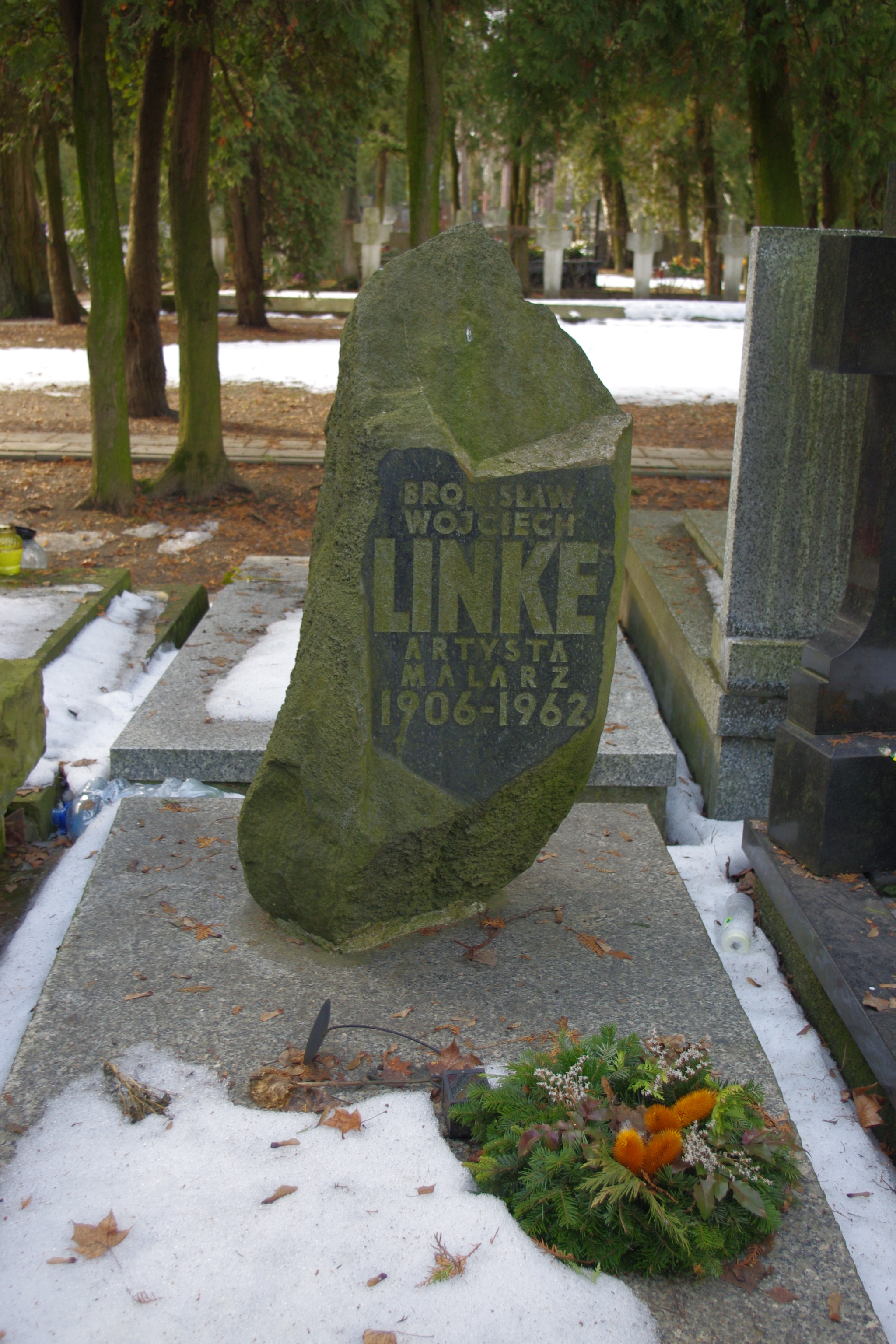
Grób Linkego na cmentarzu Wojskowym na Powązkach, 2013

Bronisław Wojciech Linke (ur. 23 kwietnia 1906 w Dorpacie, zm. 6 października 1962 w Warszawie) – polski malarz, rysownik i grafik, tworzący kompozycje o tematykach politycznej i społecznej; członek ugrupowania artystycznego Loża Wolnomalarska.

## Życiorys
Urodził się w rodzinie notariusza Juliusza Ferdynanda i Marii ze Starorypińskich. Uczył się w polskim gimnazjum w Rydze. W 1919 rodzina Linkego została repatriowana do kraju i zamieszkała w Kaliszu, gdzie ukończył gimnazjum. Podjął pracę zarobkową w Toruniu jako robotnik w fabryce mebli „Polameryka”, później w tartaku Teuffla oraz jako przyuczający się praktykant w Toruńskich Zakładach Graficznych „Sztuka”. W latach 1922–1923 odbył studia rysunkowe w Państwowej Szkole Przemysłu Artystycznego w Bydgoszczy. Następnie studiował w latach 1924–1926 w Szkole Przemysłu Artystycznego w Krakowie, a w 1926–1931 w warszawskiej Szkole Sztuk Pięknych, pod kierownictwem cenionego malarza Tadeusza Pruszkowskiego. Należał do tzw. "Loży Wolnomalarskiej", ugrupowania artystów skupionych wokół Tadeusza Pruszkowskiego. Po wojnie był członkiem grupy „Powiśle”.
Jako grafik debiutował na łamach „Szpilek” w 1936 r., ponadto współpracował jako rysownik z „Czarno na Białem”, „Dziennikiem Ludowym”, „Nowym Życiem”, „Sygnałami”, „Tygodnikiem Robotnika”, a po II wojnie światowej z „Polityką” i „Trybuną Ludu”.
Był artystą pracującym cyklami. Jego najwcześniejszy cykl rysunków nosi tytuł „Wojna” (z lat 1931–1932), a następny „Miasto” (z lat 1931–1935).
Przyjaźnił się ze Stanisławem Ignacym Witkiewiczem, z którym odbył podróż na Śląsk. Efektem podróży był cykl trzydziestu prac zatytułowany Śląsk. W maju 1938 roku wystawa tego cyklu w Instytucie Propagandy Sztuki została zamknięta przez władze z powodu jej potencjalnej szkodliwości społecznej.
Po wybuchu II wojny światowej zmuszony był do wyjazdu z drugą żoną Anną i jej rodzicami do Lwowa, w obawie przed represjami Niemców za karykatury Adolfa Hitlera, które rysował do prasy. W 1942 roku został zesłany do Orska na Uralu, skąd do Polski udało mu się wrócić w 1946 r.
Po powrocie do Warszawy namalował swój najsłynniejszy cykl obrazów „Kamienie krzyczą” (1946–1956). Była to przerażająca wizja ruin stolicy po powstaniu w getcie warszawskim i po powstaniu warszawskim. Reprodukcje prac z tego cyklu zostały w 1959 r. wydane w albumie Kamienie krzyczą ze wstępem Marii Dąbrowskiej.
W okresie powojennym rzadko wystawiał swoje dzieła, ponieważ jego sztuka nie odpowiadała kanonom socrealizmu.
Dwukrotnie żonaty. Po raz pierwszy (od 1928) z Haliną Marią ze Skarżyńskich, drugą żoną była Anna Maria z Zajdenmanów (1916–1989).
Zmarł w Warszawie, spoczywa na cmentarzu Wojskowym na Powązkach (kwatera A4-2-3).

## Twórczość
Twórczość Linkego bywa określana jako realizm metaforyczny. Istotą jego sztuki jest wizualizacja, czyli obrazowanie metafor literackich. Kompozycja jego obrazów, a także sposób konstruowania cyklów, mają wybitnie narracyjny charakter.
Większość jego prac to prace na papierze. Artysta łączył akwarelę, gwasz, kredki, ołówek i tusz, często drapał i wycierał powierzchnię papieru, stosował collage.
Najbardziej znanym (zarazem jednym z ostatnich) dziełem artysty jest obraz Autobus, nawiązujący w swej wymowie do dramatu Stanisława Wyspiańskiego Wesele. Podobnie jak bohaterowie Wesela tak i osoby z obrazu są niewolnikami stojącymi na przeszkodzie do własnego wyzwolenia. Obrazowi poświęcił piosenkę Czerwony autobus w 1981 r. poeta Jacek Kaczmarski (inspirowany obrazem Linkego jest także inny wiersz Kaczmarskiego, Kanapka z człowiekiem). Innym znanym obrazem Linkego jest Modlitwa zamordowanych z 1942 r.
W 1991 r. ukazał się film dokumentalny Bronisława Linkego opisywanie świata w reżyserii Grzegorza Dubowskiego.
Sztuka artysty wywarła wpływ m.in. na twórczość Zdzisława Beksińskiego.

## Ordery i odznaczenia
- Złoty Krzyż Zasługi (11 lipca 1955)[9]